# Tàngara andina de capell groc
La tàngara andina de capell groc o tàngara de clatell groc (Anisognathus somptuosus) és una espècie d'ocell de la família dels tràupids (Thraupidae) que habita la selva humida i altres formacions boscoses de les muntanyes de Colòmbia, sud-oest i nord de Veneçuela, l'Equador, el Perú i Bolívia.

## Taxonomia
La població de Bolívia i sud del Perú, tenen un carpó blau i un cant bén diferent, el que ha motivat que sovint es considere una espècie diferent:
- Anisognathus flavinucha - tàngara andina de carpó blau[3]